# Герберт Саймон
Ге́рберт Са́ймон  (англ. Herbert A. Simon; *15 червня 1916, Мілвокі—†9 лютого 2001) — американський соціолог, економіст і педагог, лауреат Нобелівської премії з економіки, 1978 р.

## Біографія
Народився в місті Мілвокі, штат Вісконсин 15 червня 1916 р.
Він був другим сином Артура Саймона і Едні (уродженої Меркель) Саймон. Його батько, електротехнік, винахідник і юрист в області патентного права, у 1905 р. емігрував з Німеччини. Його мати, представник третього покоління американців чеського і німецького походження, була чудовою піаністкою.

### Освіта
Навчаючись в мілуокській середній школі, Саймон одержав, як він пізніше згадував, «відмінну загальну освіту». Обстановка в будинку стимулювала інтелектуальний розвиток дітей. Обідній стіл служив місцем дискусій і суперечок — часом наукових, часто політичних. Захоплення Саймон своїм дядьком Гарольдом Меркелем, економістом і автором робіт з економіки і психології, розбудило його інтерес до соціальних наук.
У 1933 р., коли Саймон поступив у Чиказький університет, він вирішив стати вченим-математиком в області соціальних наук. У його навчальний курс входили політекономія, логіка, математика, біофізика і економетрія. Вивчаючи студентський курс фізики, він виявив інтерес до філософських проблем фізики, що зберігся протягом усього наступного життя і згодом опублікував кілька статей з цих проблем.
Одержавши в 1936 р. ступінь бакалавра, Саймон став дослідником-асистентом у муніципальній адміністрації міста Чикаго. Його ранні роботи в даній області послужили підставою для призначення його в 1939 році директором дослідницької групи Каліфорнійського університету, що займалася подібною тематикою. Через три роки, після закінчення терміну, на який були виділені дослідницькі фонди, Саймон повернувся в Чикаго для продовження навчання в аспірантурі. Одночасно з навчанням він працював асистентом-професором політичних наук у Іллінойському технологічному інституті .
Після одержання в 1943 р. докторського ступеня Саймон залишився в Чиказькому університеті, де в 1946 р. він був призначений завідувачем кафедрою політичних наук. У 1948 р. він на короткий час перейшов на роботу в державний адміністративний апарат, прийнявши посаду одного з помічників при уряді Сполучених Штатів, для того щоб брати участь у створенні Адміністрації економічного співробітництва, утвореної для проведення в життя «плану Маршалла» (названого за іменем державного секретаря Джорджа Маршалла) з надання допомоги західноєвропейським країнам у їх економічному відновленні після другої світової війни.

### Дослідження
У 1949 р. Саймон переїхав з Чикаго в Пітсбург, де допомагав в організації нової Вищої школи промислової адміністрації при Університеті Карнегі-Меллон. Там він став професором в області адміністрації. З 1965 р. він був професором кафедри обчислювальних наук і психології. Займаючи цю посаду, він вів дослідницьку роботу в області психології, обробки інформації, комп'ютерного моделювання процесів пізнання, теорії організації, штучного розуму і теорії прийняття рішень.
У 1947 р. була опублікована одна з декількох книг Саймона з теорії організації прийняття рішень «Адміністративна поведінка» («Administrative Behavior»). У ній він описав ділову фірму як адаптивну систему, що включає матеріальні, людські і соціальні компоненти, зв'язані між собою комунікаційною мережею і загальним прагненням її членів співпрацювати один з одним для досягнення загальних цілей. Саймон відкинув класичне представлення про фірму, що раціонально діє з метою максимізації прибутку підприємства.
Замість цього він показав, що у фірмі рішення приймаються її членами колективно, а їхні здатності до раціональних дій обмежуються як неможливістю передбачати всі наслідки прийнятих ними рішень, так і їхніми особистими устремліннями і соціальними перспективами. Через те що такий процес прийняття рішень може привести лише до задовільних, а не до найкращих результатів, Саймон уклав, що фірми ставлять перед собою як мету не максимізацію прибутку, а перебування прийнятних рішень виникаючих перед ними складних проблем. Така ситуація часто змушує ставити і конфліктні цілі.
У книгах «Моделі людини» («Models of Man», 1957) і «Організація» («Organization», 1958) Саймон розвиває далі теорії, висунуті в «Адміністративній поведінці». Він упевнений, що класичній теорії про прийняття рішень бракувало важливого елемента — опису поведінкових і пізнавальних якостей тих людей, що обробляють інформацію і приймають рішення. Співробітник Саймона Джеймс Марч, разом з яким Саймон проводив польові дослідження, розповідав, що Саймон «звертав насамперед увагу на обмеженість пам'яті людини і її нездатність до розрахунків, вважаючи ці якості очевидними перешкодами для абсолютно раціонального поводження. Таким шляхом він простягнув нитку до суміжних досліджень інших учених, внаслідок чого виникла колективна концепція, яку можна назвати теорією обмеженої раціональності. У строгому змісті, — продовжував Марч, — ці дослідження являють собою не теорію, а сукупність спостережень у рамках традиційної теорії поводження».
Багато з пізніших досліджень Саймона були присвячені проблемам штучного розуму і комп'ютеризації науки. Ще в 1952 р. дискусія з Алленом Ньюелом, що працював тоді науковим дослідником у «Ренд корпорейшен», підстьобнула його інтерес до цих питань. Вони обоє почали разом проводити дослідження в галузі вирішення проблем за допомогою комп'ютерного моделювання, і згодом ця область стала центральною в науковій діяльності Саймона. З 1961 р. Ньюелл, перейшовши в Університет Карнегі — Меллона, у який він прийшов на посаду професора, приєднався до Саймона. Продовжуючи своє співробітництво, ці вчені опублікували в 1972 р. книгу «Рішення людських проблем» («Human Problem Solving»). На додаток до емпіричних досліджень в області прийняття рішень у сфері бізнесу і психології бізнесу Саймон вивчив взаємозв'язок між розміром фірм і їхнім економічним ростом і зробив істотний внесок у центральну проблему агрегування мікросистем.
Теорії Саймона критикували, особливо такі високо авторитетні економісти, як Едуард Мейсон, Фриц Мачлап і Мілтон Фрідман. Високо оцінюючи гідності описової теорії прийняття рішень Саймона, вони ставили під сумнів її цінність для економічного аналізу. Крім того, його реалістичне відношення до процесу прийняття рішень підривало основні постулати теорії загальної рівноваги і прості гіпотези максимізації й оптимізації функцій прибутку і корисності, на яких ця теорія ґрунтується. Однак ці удавані антагоністичні підходи відносяться до різних комплексів проблем в економічних науках і тому є взаємодоповнювальними. Саймон відкрив область емпіричного тестування гіпотез, на яких ґрунтується процес прийняття рішень (див. Гіпотеза Ньюела-Саймона).
Саймон був визнаний гідним Премії пам'яті Нобеля з економіки за 1978 р. «за новаторські дослідження процесу прийняття рішень у рамках економічних організацій». Під час презентації і вручення нагороди, Суне Карлсон, член Шведської королівської академії наук, заявив, що «вивчення структури фірми і прийняття внутрішньо фірмових рішень стало важливою задачею економічної науки. І в цій новій області досліджень роботи Саймона виявилися украй важливими… Теорії і спостереження Саймона в області прийняття рішень організаціями повною мірою застосовні до систем і техніки планування, бюджетної роботи і контролю, якими користуються й у сфері бізнесу, і в державній адміністрації. Вони тому складають прекрасну основу для проведення емпіричних досліджень».
У своєму автобіографічному нарисі Саймон відзначав, що «у політиці науки, що випливала з моєї іншої діяльності, я дотримувався двох керівних принципів — прагнути до більшої „строгості“ суспільних наук для того, щоб вони були краще оснащені інструментарієм, необхідним для рішення важких задач, що стоять перед ними, і сприяти тісній взаємодії учених природничих і суспільних наук, щоб вони могли спільно застосувати свої спеціальні знання й уміння до тих багатьох складних питань суспільної політики, що вимагають обох типів мудрості».

### Сім'я
У 1937 Саймон одружився з Дороті Пай. У них син і дві доньки. Сам він захоплювався прогулянками, гірськими сходженнями, живописом і грою на фортепіано. Він вільно володів кількома мовами.

## Нагороди. Відзнаки
Крім Нобелівської премії, Саймон одержав премію Американської психологічної асоціації «За видатний внесок у науку» (1969). Член Американської економічної асоціації, Американської психологічної асоціації, Економетричного суспільства, Американської соціологічної асоціації, американської Національної академії наук. Йому присуджені почесні учені ступені університетами Чиказьким, Єльським, Макгілла, Лунда і Еразма (Роттердам).